# Schießausbildung

Erklärung der Bedienung einer M4

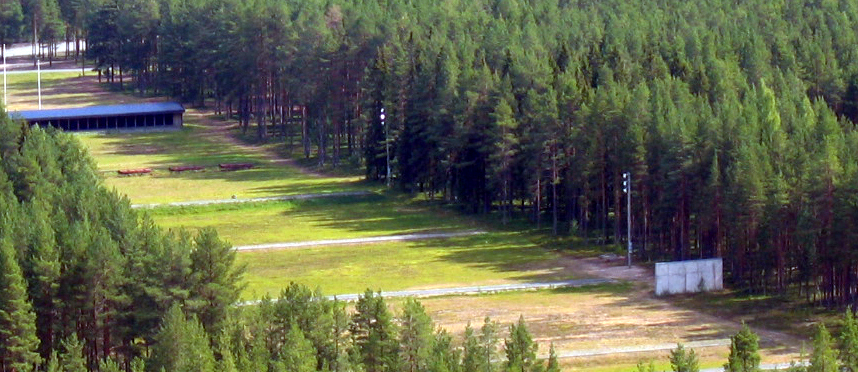
Schießstand

Die Schießausbildung ist die Ausbildung von Schützen für den Schusswaffengebrauch. 

## Allgemeine Inhalte
Die Ausbildung wird vorwiegend durch Übung, aber auch durch die  Vermittlung theoretischen Wissens gewährleistet. Inhalte der Schießausbildung sind der Waffengebrauch der Faustfeuerwaffen im praktischen Sinne, z. B. die Handhabung (Anschlagsarten) und die Waffenhandhabung (z. B.  Magazinwechsel, Verhalten bei Ladehemmungen usw.) sowie gegebenenfalls die Schulung bezüglich der situativen Entscheidung über den Einsatz einer Waffe. Es gibt auch Ausbildungen für Fortgeschrittene, die Themen behandeln wie Schießen bei Nacht, Schießen im und am Fahrzeug, Schießen mit Haupt- und Nebenwaffen etc.
Das Ausbildung von Sportschützen zielt hauptsächlich auf den sicheren Umgang mit der Waffe, die Verbesserung der Treffgenauigkeit und das Perfektionieren der Anschlagsarten ab, während Einsatzkräfte auch andere Aspekte des Schusswaffengebrauchs wie Taktik, Feuerschutz, schnellgezielte Schüsse etc. üben. Bei Personen, die beruflich Schüsse aus Handfeuerwaffen abgeben, findet ein wesentlicher Teil der Schießausbildung in der Berufsausbildung statt. Hierbei spricht man von dem Verteidigungs- oder Combatschießen, das für Zivilisten in der Bundesrepublik Deutschland nur mit besonderer Genehmigung erlaubt ist.

### Offizielle Träger
Bei der Polizei, im Justizvollzug, beim Zoll und beim Militär ist das Schießausbildung ein standardmäßiger Ausbildungsinhalt, da die Befähigung zum Schusswaffengebrauch zu den für die Berufsausübung unverzichtbaren Fertigkeiten zählt. Bei der Bundeswehr ist die Schießausbildung grundlegende Voraussetzung für die Erlangung des „ATN Sicherungssoldat“ in der Grundausbildung.
Das praktische Schießausbildung findet in Schießständen und/oder Raumschießanlagen statt. Diverse Unternehmen und Vereine bieten vielfältige Arten von Schießausbildungen an. Das kommerzielle Angebot beinhaltet sowohl Kurse für Zivilisten als auch für Einsatzkräfte im Öffentlichen Dienst.

### Jäger
Umfang und Inhalte de Schießausbildung für Jäger ergeben sich hauptsächlich nach den persönlichen Anforderungen, die sich zumeist aus den jagdlichen Erfordernissen und den dementsprechend geführten Waffen ableiten. Sofern Jäger an Meisterschaften teilnehmen, ähneln die Ausbildungsbedingungen den Disziplinen Büchsen-, Flinten- und Kurzwaffenschießen denen im Schießsport.

### Sportschützen
Schießausbildung für Sportschützen richtet sich nach den jeweiligen Schießsportdisziplinen.